# Михайлов-Іванов Михайло Сильвестрович
Михайло Сильвестрович Михайлов-Іванов (Семенюк) (3 листопада 1894, село Райськ Гродненської губернії, тепер Підляського воєводства, Польща — 27 вересня 1931, місто Сталінград, тепер Волгоград, Російська Федерація) — радянський діяч промисловості, керуючий Всесоюзного автотракторного об'єднання, директор Сталінградського тракторного заводу. Член ВЦВК. Кандидат у члени ЦК ВКП(б) у 1927—1931 роках.

## Життєпис
Народився в родині бідного селянина. Закінчив двокласне сільськогосподарське училище.
З чотирнадцятирічного віку працював у ковальсько-каретній майстерні в Одесі. Потім — робітник заводу фарботерних машин і вогнетривких кас, робітник заводу двигунів внутрішнього згоряння в Одесі.
Член РСДРП(б) з 1913 року.
Брав участь у страйках, поширював газету «Правда». У роки Першої світової війни вів антивоєнну агітацію. Був заарештований поліцією, але незабаром втік, працював деякий час у місті Миколаєві. У 1915 році переїхав до Петрограда.
Того ж 1915 року як механік поїзда російської армії перебував на австрійському фронті, вів пропаганду серед солдатів. Через деякий час покинув фронт, повернувся до Петрограда, де працював на заводі Північного акціонерного товариства, що виготовляв бронебійні кулі.
У 1916 році заарештований, пробув сім місяців у в'язниці, утік перед засіданням військово-польового суду за організацію страйків на заводі «Фенікс» та Металевому заводі в Петрограді. У лютому 1917 року працював на заводі «Сіменс—Шуккерт» у Петрограді.
З березня 1917 року — член Петроградської ради від робітників заводу «Сіменс—Шуккерт», член Петроградського комітету РСДРП(б), член Центральної ради фабрично-заводських комітетів Петрограда.
З кінця 1917 року входив до Ради народного господарства Північної області.
У 1918 році — член Ради народного господарства Української СРР.
У 1918—1920 роках — на політичній роботі в Червоній армії.
У 1920—1927 роках — завідувач Петроградського губернського об'єднання металевої промисловості (Петрогубметалу) і член Петроградської Ради народного господарства.
У 1927—1931 роках — голова Ленінградського машинобудівного тресту. Налагоджував виробництво парових котлів, текстильного обладнання, перших радянських тракторів і турбін. Одночасно, до 1930 року — заступник голови Ленінградської ради.
1 січня — 27 вересня 1931 року — керуючий Всесоюзного автотракторного об'єднання (ВАТО), член президії Вищої ради народного господарства (ВРНГ) СРСР.
Одночасно, 6 травня — 27 вересня 1931 року — директор Сталінградського тракторного заводу.
Наприкінці серпня захворів черевним тифом і в ніч на 27 вересня 1931 року помер.
Похований 1 жовтня 1931 року в Кремлівській стіні на Красній площі Москви.